# 알루에트 1호
알루엣 1호(Alouette 1)는 전리층을 연구했던 비활성 인공위성이다. 1962년에 발사되었으며, 캐나다의 첫 번째 인공위성이자 소련 또는 미국 외의 국가가 제작한 최초의 인공위성이다. 캐나다는 인공위성을 운용한 네 번째 국가였는데, 미국 미국 항공 우주국이 제작한 영국의 아리엘 1호가 알루엣 1호보다 5개월 먼저 발사되었기 때문이다. "알루엣"이라는 이름은 프랑스어로 "종달새"와 동명의 프랑스-캐나다 민요에서 유래했다.
알루엣호의 핵심 장치는 약간 U자형으로 구부러져 작은 디스크로 말려 있던 얇은 베릴륨구리 조각으로 이루어진 무선 안테나로, 줄자와 비슷한 방식이었다. 작동되면 위성의 회전으로 인해 디스크가 우주선 본체에서 떨어져 나갈 만큼의 원심력이 발생했고, 금속의 모양으로 인해 긴 나선형으로 풀렸다. 그 결과 "저장 가능한 관형 확장 부재"를 의미하는 "STEM"으로 알려진 뻣뻣한 원형 단면 안테나가 만들어졌다.

## 개발
알루엣 1호는 캐나다-미국 공동 과학 프로그램의 일부였다. 그 목적은 전리층 상층부의 특성, 그리고 이러한 특성이 지리적 위치, 계절, 시간대에 따라 어떻게 달라지는지를 조사하는 것이었다. 알루엣 1호는 당대에는 첨단 기술이었고, 미국 항공 우주국은 처음에는 사용 가능한 기술이 충분할지 의심했다. 그럼에도 불구하고 미국 항공 우주국은 국제 파트너들과 협력하기를 열망했다. 미국 항공 우주국은 전리층에 대한 데이터를 얻을 가능성에 설득되었고, 캐나다는 자체 우주 연구 프로그램을 개발하는 추가적인 목표를 가지고 있었다. 영국 또한 싱가포르와 윙크필드에 있는 두 개의 지상 기지에서 지원을 제공하여 임무를 도왔다.

### 실험
알루엣 1호는 네 가지 과학 실험을 수행했다:
- 스위프 주파수 사운더. 이 실험은 전파 펄스 방출과 수신 사이의 시간 지연을 측정하여 전리층의 전자 밀도 분포를 측정했다.[10] 이 사운더는 1에서 12 메가헤르츠 사이의 주파수로 100 W의 전력으로 펄스를 방출할 수 있었다.[7]:50
- 고에너지 입자 검출기. 고에너지 입자를 검출하기 위한 가이거 계수기와 신틸레이터 배열이다.[11]
- VLF 수신기. 인공 및 자연 VLF 신호를 측정하기 위한 실험이다.[12] 400에서 10,000 Hz 사이의 주파수에 민감했다.[7]:50
- 우주 전파 잡음. 태양과 은하계에서 오는 전파 잡음을 감지하는 데 사용되는 두 개의 긴 전파 안테나이다.[13]

이 위성에는 데이터를 저장할 테이프 레코더가 없었다. 위성이 수신 범위 내에 있을 때만 데이터를 얻을 수 있었다.

### 중복 건설
오작동 시를 대비해 두 개의 위성이 제작되었다. 첫 번째 유닛이 실패하면 두 번째 유닛을 불과 몇 달 만에 발사할 수 있었다. 알루엣의 제안이 이루어진 후 개발 및 제작에 3년 반이 걸렸다. S27-2(프로토타입), S27-3(발사된 위성), S27-4(예비용) 위성은 온타리오주 오타와에 있는 국방 통신 연구소(DRTE) 전자 연구실에서 조립되었다. 기계 프레임과 전개형 STEM 안테나는 드 해빌랜드 캐나다 (DHC)의 전 부서였던 스페셜 프로덕트 및 응용 연구 항공 우주 (SPAR Aerospace)가 온타리오주 노스 요크에 있는 건물에서 제작했으며, 이 건물은 수년 후 (2012년까지) 캐나다 항공 우주 박물관이 입주해 있었다. 알루엣에 사용된 배터리는 DRB의 또 다른 지부인 국방 화학, 생물 및 방사선 연구소(DCBRL)에서 개발했으며, 위성의 긴 수명에 부분적으로 기여했다. 사용된 "저장 가능한 관형 확장 부재" 안테나는 DHC의 STEM 안테나 중 우주에서 사용된 최초의 안테나였으며, 발사 당시 가장 길었다(팁 투 팁 150피트). RCA 빅터 및 스파 에어로스페이스 리미티드와 같은 회사들은 알루엣 1호 프로젝트를 위해 최초의 우주 장비들을 생산했다. 알루엣 1호 건설에 사용된 부품들은 위성 일부가 작업되었던 퀘벡주 몬트리올의 에밀 베를리너 음향 박물관에서 여전히 발견할 수 있다.

## 위성 발사 및 임무 진행

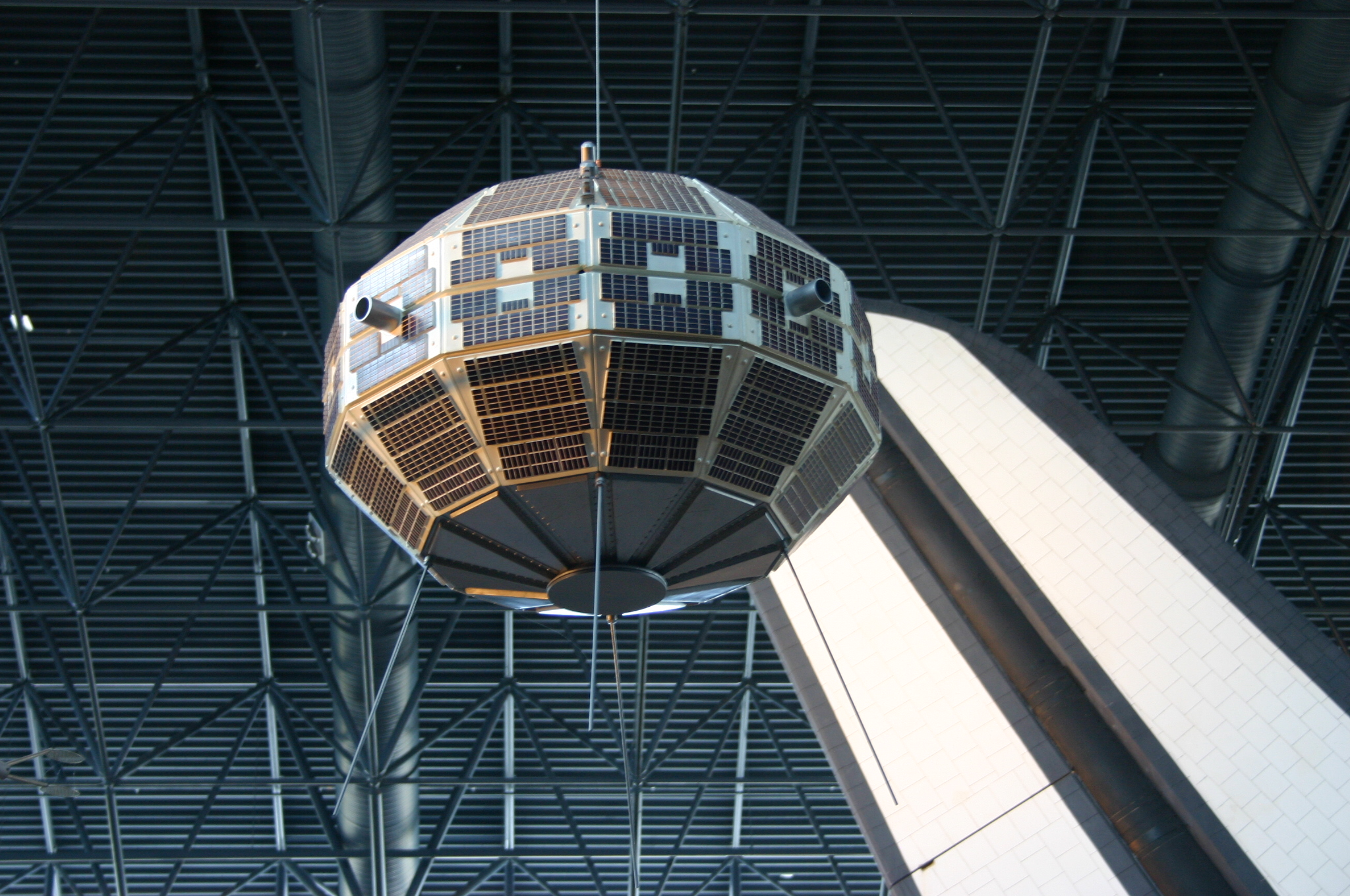
알루엣 1호 모델

알루엣 1호는 1962년 9월 29일 UTC 06:05에 미국 항공 우주국이 반덴버그 공군기지, 캘리포니아, 미국에 있는 태평양 미사일 시험장에서 토르-아게나-B 2단 로켓을 통해 지구 궤도로 발사되었다. 145.6 킬로그램 (321 lb) 위성은 고도 987 킬로미터 (613 mi)에서 1,022 킬로미터 (635 mi)까지 80.5°의 경사로 거의 원형 궤도에 진입했다. 이 발사로 캐나다는 소련과 미국에 이어 자체 위성을 설계하고 제작한 세 번째 국가가 되었다. 알루엣은 700가지 이상의 다양한 전파 주파수를 사용하여 위에서 전리층의 특성을 조사하는 데 사용되었다.
위성은 처음에는 스핀 안정화되었고, 분당 1.4회 회전했다. 약 500일 후, 회전 속도는 분당 약 0.6 rpm으로 느려졌고, 이 시점에서 스핀 안정화가 실패했다. 그 후에는 자력계와 상하 열 차폐 장치에 있는 온도 센서의 측정값으로만 위성의 방향을 결정할 수 있었다. 이런 방식으로 얻은 방향 결정은 10도 이내로만 정확했다. 중력 경사가 가장 긴 안테나를 지구 쪽으로 향하게 했을 가능성이 높다.
미국 국방 위협 감소국(US Defense Threat Reduction Agency)의 2010년 기술 보고서 "EMP 공격으로 인한 위성 부수적 손상"은 알루엣 1호를 1962년 7월 9일 미국이 실시한 스타피시 프라임 고고도 핵실험에서 잔류 방사선으로 손상된 위성 목록에 포함시켰다. "인위적 우주 기상"이라는 다른 기사는 알루엣 1호가 스타피시 방사선으로 인해 심각한 부작용을 겪지 않았는데, 이는 태양 전지 성능의 40% 저하를 허용하는 매우 보수적인 전원 공급 장치 설계 때문일 가능성이 높다고 지적한다.
알루엣의 임무는 10년간 지속되었으며, 1972년 9월 30일에 위성은 의도적으로 전원이 꺼졌다. 위성은 여전히 궤도에 남아있다. 1966년에는 알루엣 1호가 1000년 동안 궤도에 남아있을 것으로 추정되었다.

## 임무 후
알루엣 1호 발사 후, 위성을 발사하는 데 사용된 로켓의 상단부는 수년간 지구 궤도를 계속 도는 버려진 물체가 되었다. 2024년 기준, 상단부는 여전히 궤도에 남아있다.
위성 자체는 2024년 기준 현재 지구 궤도에 남아 있는 버려진 물체가 되었다.

알루엣 1호는 1993년에 IEEE 이정표로 지정되었다. 이 위성은 아모리 어드벤처 어워드에 실렸다.
알루엣 1호의 백업은 나중에 약간의 수정과 함께 1965년에 알루엣 2호로 발사되어 오래된 알루엣 1호를 "대체"했다.

## 같이 보기
- 인공위성 및 우주 탐사선 시간표
- 앨버트 프린스 레이더 연구실 (초기 지상국으로 사용됨)